# Pakistanische Frauen-Cricket-Nationalmannschaft in den West Indies in der Saison 2015/16
Die Tour der pakistischen Frauen-Cricket-Nationalmannschaft in die West Indies in der Saison 2015/16 fand vom 16. Oktober bis zum 1. November 2015 statt. Die internationale Cricket-Tour war Bestandteil der Internationalen Cricket-Saison 2015/16 und umfasste vier WODIs und drei WTwenty20s. Die West Indies gewannen die WODI-Serie 3–1 und die WTwenty20-Serie 3–0.

## Vorgeschichte
Für beide Mannschaften war es die erste Tour der Saison. Das letzte Aufeinandertreffen der beiden Mannschaften bei einer Tour fand in der Saison 2011 in den West Indies statt.

## Stadien
Die folgenden Stadien wurden für die Tour als Austragungsort vorgesehen.
| Stadt        | Land        | Stadion                  | Kapazität | Spiele       |
| ------------ | ----------- | ------------------------ | --------- | ------------ |
| Gros Islet   | Saint Lucia | Beausejour Stadium       | 20.000    | 1. – 4. WODI |
| St. George’s | Grenada     | Grenada National Stadium | 20.000    | 1. – 3. WT20 |

## Kaderlisten
Die West Indies benannten ihren Kader am 11. Oktober 2015.
| WODI | WODI | WTwenty20 | WTwenty20 |
| West Indies | Pakistan | West Indies | Pakistan |
| --- | --- | --- | --- |
| - Stafanie Taylor (K) - Shakera Selman (VK) - Merissa Aguilleira - Shamilia Connell - Britney Cooper - Deandra Dottin - Afy Fletcher - Stacy-Ann King - Kycia Knight - Kyshona Knight - Hayley Matthews - Anisa Mohammed - Tremayne Smartt | - Sana Mir (K) - Batool Fatima (VK) - Aliya Riaz - Anam Amin - Asmavia Iqbal - Ayesha Zafar - Diana Baig - Iram Javed - Javeria Khan - Marina Iqbal - Nida Dar - Rabiya Shah - Sania Khan - Sidra Ameen - Sumaiya Siddiqi | - Stafanie Taylor (K) - Shakera Selman (VK) - Merissa Aguilleira - Shamilia Connell - Britney Cooper - Deandra Dottin - Afy Fletcher - Stacy-Ann King - Kycia Knight - Kyshona Knight - Hayley Matthews - Anisa Mohammed - Tremayne Smartt | - Sana Mir (K) - Batool Fatima (VK) - Aliya Riaz - Anam Amin - Asmavia Iqbal - Ayesha Zafar - Diana Baig - Iram Javed - Javeria Khan - Marina Iqbal - Nida Dar - Rabiya Shah - Sania Khan - Sidra Ameen - Sumaiya Siddiqi |

## Tour Matches
| 13. Oktober Scorecard | Gros Islet | St Lucia National Cricket Association President’s Invitation XI | – | Pakistan |
|                       |            |                                                                 |   |          |

| 4. November Scorecard | Lauderhill | Pakistan 233-4 (20)                        | – | Vereinigte Staaten 49-5 (17) |
|                       |            | Pakistan gewinnt mit 142 Runs (D/L method) |   |                              |

| 4. November Scorecard | Lauderhill | Vereinigte Staaten 56-8 (20)    | – | Pakistan 57-0 (5) |
|                       |            | Pakistan gewinnt mit 10 Wickets |   |                   |

## Women’s One-Day Internationals

### Erstes WODI in Gros Islet
| 16. Oktober Scorecard | Gros Islet | West Indies 222-9 (50)         | – | Pakistan 225-4 (48.1) |
|                       |            | Pakistan gewinnt mit 6 Wickets |   |                       |

Pakistan gewann den Münzwurf und entschied sich als Feldmannschaft zu beginnen. Als Spielerin des Spiels wurde Javeria Khan ausgezeichnet.

### Zweites WODI in Gros Islet
| 18. Oktober Scorecard | Gros Islet | Pakistan 149 (46.1)               | – | West Indies 150-7 (46.5) |
|                       |            | West Indies gewinnt mit 3 Wickets |   |                          |

Die West Indies gewannen den Münzwurf und entschieden sich als Feldmannschaft zu beginnen. Als Spielerin des Spiels wurde Anisa Mohammed ausgezeichnet.

### Drittes WODI in Gros Islet
| 21. Oktober Scorecard | Gros Islet | West Indies 281-5 (50)           | – | Pakistan 172-9 (50) |
|                       |            | West Indies gewinnt mit 109 Runs |   |                     |

Pakistan gewann den Münzwurf und entschied sich als Feldmannschaft zu beginnen. Als Spielerin des Spiels wurde Stafanie Taylor ausgezeichnet.

### Viertes WODI in Gros Islet
| 24. Oktober Scorecard | Gros Islet | Pakistan 182-5 (50)               | – | West Indies 183-4 (42.2) |
|                       |            | West Indies gewinnt mit 6 Wickets |   |                          |

Die West Indies gewannen den Münzwurf und entschieden sich als Feldmannschaft zu beginnen. Als Spielerin des Spiels wurde Stafanie Taylor ausgezeichnet.

## Women’s Twenty20 Internationals

### Erstes WTwenty20 in St. George’s
| 29. Oktober Scorecard | St. George’s | West Indies 74-9 (20)             | – | Pakistan 78-2 (16.2) |
|                       |              | West Indies gewinnt mit 8 Wickets |   |                      |

Die West Indies gewannen den Münzwurf und entschieden sich als Feldmannschaft zu beginnen. Als Spielerin des Spiels wurde Deandra Dottin ausgezeichnet.

### Zweites WTwenty20 in St. George’s
| 31. Oktober Scorecard | St. George’s | Pakistan 95-7 (20)                           | – | West Indies 91-3 (17.4/17.4) |
|                       |              | West Indies gewinnt mit 11 Runs (D/L method) |   |                              |

Die West Indies gewannen den Münzwurf und entschieden sich als Feldmannschaft zu beginnen. Als Spielerin des Spiels wurde Stafanie Taylor ausgezeichnet.

### Drittes WTwenty20 in St. George’s
| 1. November Scorecard | St. George’s | West Indies 88 (19.5) / 6/1 (1)                   | – | Pakistan 77-7 (17/17) / 3/2 (0.x) |
|                       |              | Unentschieden (West Indies gewinnt im Super Over) |   |                                   |

Pakistan gewann den Münzwurf und entschied sich als Feldmannschaft zu beginnen. Als Spielerin des Spiels wurde Sana Mir ausgezeichnet.

## Auszeichnungen

### Player of the Series
Als Player of the Series wurden der folgende Spieler ausgezeichnet.
| Serie | Player of the Series |
| ----- | -------------------- |
| WODI  | Stafanie Taylor      |
| WT20  | Deandra Dottin       |

### Player of the Match
Als Player of the Match wurden die folgenden Spielerinnen ausgezeichnet.
| Spiel   | Player of the Match |
| ------- | ------------------- |
| 1. WODI | Javeria Khan        |
| 2. WODI | Anisa Mohammed      |
| 3. WODI | Stafanie Taylor     |
| 4. WODI | Stafanie Taylor     |
| 1. WT20 | Deandra Dottin      |
| 2. WT20 | Stafanie Taylor     |
| 3. WT20 | Sana Mir            |